# Ornitião
Ornitião, na mitologia grega, foi o segundo filho de Sísifo.
Ele teve dois filhos: o mais novo, Toas,  permaneceu em Corinto; o mais velho, Foco, que poderia ser filho de Posidão, mudou-se para a região que passou a se chamar Fócida.
Segundo Newton, Ornitião foi o sucessor de Sísifo em Corinto, e foi sucedido por Toas.